# Prohibiciones en México colonial
Durante la etapa colonial de México o el Virreinato de Nueva España, los indígenas y los esclavos de origen africano estuvieron sujetos a un número de aspectos que eran prohibidos, criminalizados o marginados. El sistema colonial de la Nueva España estaba profundamente estructurado para mantener el dominio y privilegio español sobre los pueblos indígenas y los esclavos de origen africano mediante una amplia gama de controles legales, culturales, económicos, religiosos y físicos.
A continuación, se presenta una lista de derechos, prácticas y aspectos de la vida que fueron restringidos, negados o sometidos a un estricto control para las personas bajo el dominio colonial español.

## Listado
| PROHIBICION                                                  | DESCRIPCION |
| ------------------------------------------------------------ | --- |
| Abandonar su comunidad permanentemente                       | Muchos estaban limitados a su pueblo asignado como parte del sistema de tributos y trabajo forzado. |
| Acceder a la educación superior o a la formación profesional | Las universidades estaban reservadas para los españoles y las élites; a los indígenas se les negaba el acceso. La educación se limitaba a la instrucción religiosa y a la alfabetización básica (si es que la había). |
| Acceder a la justicia española en igualdad de condiciones    | Los tribunales eran parciales, y el testimonio indígena se desestimaba o ignoraba. |
| Autodeterminación o soberanía                                | Los grupos indígenas eran tratados como súbditos de la Corona, sin plenos derechos. |
| Casarse libremente                                           | Los matrimonios mixtos estaban regulados, estaban estigmatizados y a menudo requerían aprobación. El sistema de castas en Nueva España categorizaba legalmente a las personas por raza, limitando los derechos en función de cuán "puro" era el español de alguien. A los africanos se les prohibía casarse con españoles o indígenas. |
| Construir o mantener templos indígenas                       | Se les prohibía; los espacios sagrados eran destruidos o reemplazados por iglesias católicas. |
| Convertirse en sacerdotes o clérigos (católicos)             | Se les prohibía la ordenación; el clero era casi en su totalidad español o criollo durante la primera etapa de la colonización. A los africanos se les prohibía pertenecer al clero. |
| Desnudez                                                     | Se les obligó a usar ropa ajena a su cultura. |
| Difusión y lectura de libros prohibidos                      | Difusión y lectura de libros prohibidos Difusión y lectura de libros prohibidos en el índice de libros prohibidos de la Inquisición española. |
| Ejercer la medicina de forma independiente                   | Las prácticas curativas tradicionales se clasificaban como brujería o superstición, y a menudo se criminalizaban. |
| Hablar lenguas indígenas en entornos formales o legales      | El español era el idioma requerido. Las lenguas indígenas sobrevivieron pero fueron marginadas. |
| Imprimir o distribuir materiales en lenguas indígenas        | La impresión en náhuatl u otras lenguas nativas estaba estrictamente controlada o prohibida por completo. |
| Mantener títulos nobles indígenas                            | Algunos nobles indígenas fueron cooptados en la estructura colonial, manteniendo privilegios limitados a cambio de lealtad y corrupción. |
| Ocupar cargos políticos importantes                          | Se les negaba el acceso a cargos importantes; los líderes indígenas podían ser nombrados gobernadores locales (caciques), pero estos roles eran subordinados. |
| Organizarse o resistirse al dominio colonial                 | Cualquier resistencia se enfrentaba a una brutal represión militar, ejecuciones públicas y castigos colectivos. |
| Participar en el comercio a larga distancia o interregional  | Las rutas comerciales de larga distancia estaban controladas por comerciantes españoles o mestizos. Los pueblos indígenas a menudo se limitaban a los mercados locales. |
| Participar en gremios controlados por los españoles          | Se les excluía de las organizaciones de oficios especializados que regulaban el comercio y la artesanía. |
| Portar armas                                                 | El desarme de los nativos era fundamental para el control español. A los africanos se les prohibía portar armas. |
| Poseer o montar caballos libremente                          | Montar a caballo era un privilegio de la clase española; a menudo se les negaba a los indígenas. |
| Poseer tierras libremente o individualmente                  | La mayor parte de las tierras estaban bajo supervisión española; Con frecuencia se tomaban tierras o se las manipulaba a través de medios legales e ilegales. |
| Practicar religiones o rituales tradicionales                | Se les declaraba herético; quienes violaban esta práctica podían enfrentarse a la Inquisición, la prisión o la ejecución. |
| Preservar libremente sus registros históricos                | Los códices y las tradiciones orales eran a menudo destruidos o censurados por frailes y autoridades coloniales. |
| Servicio militar                                             | A los africanos se les prohibía el servicio militar. |
| Rechazar la cristianización                                  | El bautismo era obligatorio. Rechazar el cristianismo a menudo conllevaba castigo o la expulsión de la comunidad. |
| Rechazar tributos y trabajo forzado                          | El tributo era obligatorio. Los sistemas laborales como la encomienda, el repartimiento y la mita eran forzados. |
| Recibir igualdad de trato ante la ley                        | El sistema legal imponía una jerarquía racial y de castas; los indígenas se encontraban en la base. |
| Regulación de bebidas alcohólicas                            | Prohibición y regulación del consumo de pulque. |
| Reunirse en grupos                                           | Regulación de la reunión de grupos con fines políticos. |
| Temazcales                                                   | Regulaciones y prohibiciones de baños de vapor que se usaban en Mesoamérica. |
| Tener representación en los consejos coloniales              | Las comunidades indígenas carecían de representación real en las decisiones políticas o económicas importantes. |
| Usar calendarios, cronometraje o cosmología indígenas        | Se les prohibía; se consideraba idolatría. Se suprimía el uso de los sistemas de conocimiento indígena. |
| Usar nombres indígenas para las personas                     | Se les obligaba a adoptar nombres cristianos españoles en el bautismo. Los nombres tradicionales a menudo se perdían u ocultaban. |
| Vestir con ropa ceremonial o noble tradicional               | Las leyes sobre vestimenta (leyes suntuarias) a menudo restringían a los indígenas vestirse por encima de su posición social. |
| Viajar libremente                                            | Se requería un permiso especial; se vigilaba y restringía la circulación. |

El sistema colonial fue diseñado para subordinar, asimilar y extraer mano de obra y recursos de los pueblos indígenas. Si bien algunas leyes, como las Leyes de Indias, afirmaban proteger los derechos indígenas, en la práctica, su aplicación era mínima y los abusos eran generalizados.